# Saropogon solus
Saropogon solus är en tvåvingeart som beskrevs av Stanley Willard Bromley 1951. Saropogon solus ingår i släktet Saropogon och familjen rovflugor. Inga underarter finns listade i Catalogue of Life.